# ルームメイトの死
ルームメイトの死（ルームメイトのし）とは、都市伝説の一つ。

## 概要
ルームメイトと2人で暮らしている女性が、ある日帰るのが夜遅くになったため、気を遣ってルームメイトを起こさないよう電気をつけずに真っ暗なまま寝ることにした。
朝目覚めると、そこには血まみれになって殺害されたルームメイトの死体と、血文字で書かれた「電気をつけなくてよかったな」というメッセージだけが残されていた。これは、女性が帰宅する寸前に殺人がおこなわれており、殺人犯が部屋に隠れていて、電気をつけてしまっていたら殺されていたというメッセージである。
友人の家に忘れ物をしたため取りにもどる、警察官に「このメモなんですが…」と言われる等のバリエーションも存在する。
「USO!?ジャパン」では、『メッセージ』のタイトルでVTR化された。

## 類似の都市伝説
これに類似した内容の都市伝説は、日本国外にも多数存在する。アメリカには、"The Roommate's Death" というほとんど同じ意味の通称で知られる都市伝説があり、「ルームメイトの死」はそれが日本に伝わったものとも言われる。また他にも、似た内容の都市伝説として、"Aren't You Glad You Didn't Turn on the Light?"（「電気をつけなくてよかったね？」）、"The Licked Hand"（「なめられた手」）、「ベッドの下の男」などがある。

### The Roommate's Death
この通称で知られる都市伝説には、多数のバリエーションがある。同じ部屋に住んでいた二人の一方が夜中に殺され、もう一方が朝になってそれを知るという基本プロットは同じだが、外出した方が殺され、部屋に残ったもう一人が発見するものもあれば、部屋に残った方が殺され、外出から帰ってきたもう一人が発見するものもある。
前者の一例を挙げると、部屋に残った方が夜中に部屋のドアをひっかく音を聴き、怖くなって朝まで部屋に閉じこもり、朝になってドアを開けてみると、廊下でもう一人が死んでいたというもの。

### Aren't You Glad You Didn't Turn on the Light? （電気をつけなくてよかったね？）
この通称で知られる都市伝説のプロットは、本項の「ルームメイトの死」とほとんど同じである。

### The Licked Hand（なめられた手）
そして更に古いアメリカの話では「ベッドの下の男」、あるいは「なめられた手」というものが存在する。こちらの話のあらすじは、夜中に不審な物音で目覚めて怖がった少女が、脇で寝ている愛犬の方へ手を差し出すと、手をなめてきた。
しかし翌朝、犬は既に殺されており、「人間だってなめるんだぜ」というメッセージが残されていた、というものである。
『ジョジョの奇妙な冒険』Part4『ダイヤモンドは砕けない』に、類似した描写が存在している。

## 登場する作品
- ルール（1998年、アメリカ） - 都市伝説を真似た殺人の一つとして登場する。